# Atarashii Gakko!
Atarashii Gakko!, känd i Japan som Atarashii Gakkou no Leaders (新しい学校のリーダーズ), är en japansk tjejgrupp som bildades 2015. Gruppen drivs tillsammans med Asobisystem, Twin Planet och TV Asahi Music. Det gjorde sin japanska debut i juni 2017 under Victor Entertainment med singeln "Dokubana", och sin världsomspännande debut i januari 2021 under 88rising med singeln "Nainainai".    

## Medlemmar
| Namn            | Födelsedatum (ålder) | Födelseort |
| --------------- | -------------------- | ---------- |
| Mizyu (みぢゅ)  | 22 december 1998     | Tokyo      |
| Rin (りん)      | 11 september 2001    | Saitama    |
| Suzuka (すずか) | 29 november 2001     | Osaka      |
| Kanon (かのん)  | 18 januari 2002      | Gunma      |

## Diskografi

### Studioalbum
- Maenarawanai (2018)
- Wakage Gaitaru (2019)
- AG! Calling (2024)

### EP
- Snacktime (2021)
- Ichijikikoku (2023)
- Maningen (2023)